# Tomorrow
Tomorrow este piesa ce va reprezenta Malta la Concursul Muzical Eurovision 2013.Piesa este interpretată de Gianluca Bezzina.